# Ентоні Ейнлі
Ентоні Ейнлі (20 серпня 1932, Стенмор – 3 травня 2004, Лондон) був англійським актором, найбільше відомим завдяки ролі Майстра у британському серіалі Доктор Хто. Він був четвертим актором, який виконав цю роль і першим, хто став грати Майстра на постійній основі після смерті Роджера Дельгадо у 1973 році. 

## Біографія
Ентоні Ейнлі народився у місті Стенмор, Мідлсекс у сім'ї актора Генрі Ейнлі. Його зведений брат Річард Ейнлі також був актором. Хоча він народився іще 20 серпня 1932 року, його народження не було зареєстроване аж до січня 1938, коли народився його брат Тімоті. У свідоцтвах про народження Ентоні та Тімоті їхня мати вказана як "Кларіса Холмс". Ім'я батька не вказане, проте, відповідно до свідоцтва про шлюб Кларіси, ним є Генрі Ейнлі.
Ейнлі був завзятим спортсменом. Спочатку він був гравцем у регбі, потім він звернув свою увагу до крикету.
Ейнлі залишався неодруженим усе життя. 

## Кар'єра
Зовнішність Ейнлі спричинила те, що йому часто діставалися ролі злочинців. Втім, його першою головною роллю стала роль детектива Гантера у другому сезоні серіалу Дивак у 1966. Інші помітні ролі Ейнлі: роль офіцера у фільмі Яка чарівна війна, Дітц у екранізації роману Земля, забута часом 1975 року, Фоллофільд у фільмі Кров на кігті сатани (1971), Генрі Сідні у фільмі Елізабет Р (1971) та в інших. Крім того, він виконав роль одного із гонг-конгських поліцейських, які знайшли тіло, як вони вважали, Джеймса Бонда у фільмі Живеш тільки двічі (1967).
Ейнлі зіграв роль молодого пера Лорда Чарльза Гілмора у серіалі ITV Вверх сходами, униз сходами 1973 року.
Його гру в серіалі "The Pallisers" помітив продюсер серіалу Джон Нейтан-Тернер, який згодом почав працювати над серіалом Доктор Хто, і запропонував Ейнлі виконати роль Майстра. Перша його поява у цій ролі відбулася в епізоді 1981 року Хранитель Трейкена. Він з'являвся у серіалі майже в кожному з подальших сезонів аж до моменту його закриття у 1989 році, включаючи останню історію Виживання. Пізніше він знову повернувся до цієї ролі у комп'ютерній грі "Доля Докторів".  
Ейнлі дуже любив цю роль, про що неодноразово казали його колеги. Сценарист Ерік Савард казав, що він постійно представлявся по телефону словами "Це Майстер говорить" і довго сміявся. У коментарях до епізоду Знак Рані Колін Бейкер та Кейт О'Мара сказали, що "Він тільки те й хотів, що грати Майстра". Колін Бейкер зазначив, що він міг собі дозволити таку розкіш, оскільки, у нього був стабільний прибуток з інших джерел. 